# Santiago Bayacora
Santiago Bayacora es una localidad del estado mexicano de Durango. Es parte del municipio de Durango.

## Demografía
| Gráfica de evolución demográfica |
|                                  |

| Censo | Población |
| ----- | --------- |
| 1910  | 192       |
| 1921  | 520       |
| 1930  | 325       |
| 1940  | 264       |
| 1950  | 463       |
| 1960  | 720       |
| 1970  | 847       |
| 1980  | 1 176     |
| 1990  | 1 804     |
| 2000  | 1 390     |
| 2010  | 1 218     |
| 2020  | 1 418     |